# Юинг, Патрик (младший)
Патрик Алоизиус Юинг (младший) (англ. Patrick Aloysius Ewing, Jr.; родился 20 мая 1984 года в Бостоне, Массачусетс, США) — американский профессиональный баскетболист, который в настоящее время пребывает в статусе свободного агента. Играет на позиции лёгкого и тяжёлого форварда. Был выбран на драфте НБА 2008 года во втором раунде под общим 43-м номером клубом «Сакраменто Кингз». Старший сын известного в прошлом американского баскетболиста, члена Зала славы баскетбола, Патрика Юинга и Шэрон Кэмпбелл. У него есть три брата и три сестры.

## Ранние годы
Первоначально Патрик посещал среднюю школу Уинуорд, в Уайт-Плейнс, Нью-Йорк, затем посещал епископальную школу, школу Мариетта в Джорджии и Национальную христианскую академию в Мэриленде. 1 мая 2003 года Патрик отправился в университет Индианы, где выступал за команду «Индиана Хузьерс». В университете Индианы он отыграл два сезона, затем пошёл по стопам отца и в 2005 году перешёл в Джорджтаунский университет, Вашингтон (округ Колумбия). По правилам Национальной ассоциации студенческого спорта США он не должен был принимать участие в сезоне 2005-06 годов. В следующем сезоне игрок вновь вернулся, отыграв 36 игр за команду колледжа «Гойяс».
В сезоне 2007-08 годов от колледжа принимал участие в конкурсе бросков сверху, который проходил в университете Святой Марии (Сан-Антонио, Техас) в рамках Финала Четырёх. В «Гойяс» Юинг-младший в среднем набирал 6.1 очка, делал 4,2 подбора и отдавал 1,8 результативных передач, что в итоге принесло ему награду Лучшего шестого игрока года (для «больших» игроков). В этот период Патрик играл в защитном стиле «Гойяс», поэтому большинство его показателей оставались на сравнительно низком уровне и существенно улучшились в Д-лиге.
В университете Джорджтауна игрок выступал под номером 33, последним под ним играл Алонзо Моурнинг и заранее попросил у Алонзо разрешения на этот номер. Также в колледже тренером Юинга-младшего был Джон Томпсон III, сын Джона Томпсона-младшего, который тренировал старшего Юинга в колледже.

## Карьера

### Профессиональная карьера
Патрик Юинг-младший принимал участие в драфте НБА 2008 года, в котором был выбран под общим 43-м номером второго раунда командой «Сакраменто Кингз». Вскоре после этого он подписал с клубом полноценный контракт. Позднее он был продан в «Хьюстон Рокетс» в рамках сделки, в которой были задействованы пять игроков, а в «Хьюстоне» появился Рон Артест (в настоящее время известен как Метта Сэндифорд-Артест). 29 августа 2008 года Юинг-младший вновь последовал по стопам отца и был продан в «Нью-Йорк Никс» в обмен на центрового, француза Фредерика Уэйза. После спекуляций относительного того, будет ли игрок носить номер своего отца, 33 в команде, Юинг выбрал номер 6, под которым выступа его любимый игрок, Билл Расселл. Также под номером 6 в своем последнем сезоне в НБА выступал его отец за «Орландо Мэджик», а также это был номер Юинга-старшего на летней Олимпиаде 1992 года в Барселоне.
Юинг-младший сыграл две игры за «Никс» в рамках предсезонной подготовки. На домашней площадке в играх перед началом сезона дебютировал в игре 24 октября 2008 года, в которой вышел в 4-й четверти и был встречен овациями зрителей Медисон-сквер-гардена. Патрик помог «Никс» в концовке, устроив камбэк с разницы в 21 очко. Игрок забил два данка, один трёхочковый бросок, сделал один перехват и блок-шот, набрав в 4-й четверти 7 очков. Всего сыграл три предсезонные игры, в среднем проводя на площадке 8,1 минуту, набирая 3,7 очка и забирая 1,7 подбора. 27 октября 2008 года «Никс» не заявили Юинга-младшего на сезон 2008-09, так как заявка ограничивалась 15 игроками, в итоге новичок не попал в основу.
Патрик был отправлен в команду Лиги развития НБА «Рино Бигхорнс», за которую был заявлен 15 декабря 2008 года. В этот же день он дебютировал а матче против «Юта Флэш», записав на свой счёт 15 очков. За 30 матчей в составе «Бигхорнс» Юинг-младший в среднем за матч набирал 16,8 очков, делал 8,9 подборов, отдавал 3,1 результативных передач, делал 1,5 перехвата и 1,3 блок-шота за игру с рейтингом эффективности +20,00. 16 марта 2009 года «Бигхорнс» отказались от услуг игрока из-за постоянного рецидива травмы — растяжения медиальной коллатеральной связки. Патрик был приглашён в Летний лагерь 2009 года, который был организован «Никс» в Лас-Вегасе, однако вновь получил травму и не принял в нём участия.
В 2010 году Юинг принял участие в играх Летней лиги Орландо Про, которую организовал клуб «Орландо Мэджик», а также в Лиге Вегаса, которую организовал «Нью-Йорк Никс». 27 августа подписал контракт с «Никс». Однако по итогам летней школы Юинг-младший вновь был отчислен из команды. В итоге, он вновь оказался в «Рено Бигхорнс». Позднее Патрик был обменян в «Су-Фолс Скайфорс» на Дэнни Грина.
26 марта команда НБА «Нью-Орлеан Хорнетс» заключила с Юингом-младшим 10-дневный контракт, которому предшествовала травма Дэвида Уэста. Позднее контракт с «Хорнетс» был продлён до конца сезона. 13 декабря 2011 года контрактные обязательства закончились.
В январе 2012 года Юинг-младший вернулся в «Су-Фолс Скайфорс».
9 февраля 2012 года Юинг был обменян в «Айова Энерджи» на Маркса Блэйкли.
4 июля 2012 года Юинг подписал годичный контракт с клубом немецкой Бундеслиги «Телеком Баскетс».
В январе 2013 года игрок согласовал условия контракта с испанским клубом «Вальядолид», но уже 19 марта покинул команду.
Летом 2013 года Юинг пробовал силы в предсезонном лагере «Шарлотт Бобкэтс». В сезоне 2013-14 принял решение выступать за греческий клуб «Ариес Трикала».

### Международная карьера
Хотя Патрик родился в США, на международной арене он выступал за сборную Ямайки. Его отец, Патрик Юинг родился на Ямайке. Юинг-младший участвовал в составе сборной Ямайки в чемпионате Америки 2013 года (8-е место).

## Статистика

### Статистика в НБА
| Сезон                                                                                    | Команда    | Регулярный сезон | Регулярный сезон | Регулярный сезон | Регулярный сезон | Регулярный сезон | Регулярный сезон | Регулярный сезон | Регулярный сезон | Регулярный сезон | Регулярный сезон | Регулярный сезон | Серия плей-офф | Серия плей-офф | Серия плей-офф | Серия плей-офф | Серия плей-офф | Серия плей-офф | Серия плей-офф | Серия плей-офф | Серия плей-офф | Серия плей-офф | Серия плей-офф |
| Сезон                                                                                    | Команда    | GP               | GS               | MPG              | FG%              | 3P%              | FT%              | RPG              | APG              | SPG              | BPG              | PPG              | GP             | GS             | MPG            | FG%            | 3P%            | FT%            | RPG            | APG            | SPG            | BPG            | PPG            |
| ---------------------------------------------------------------------------------------- | ---------- | ---------------- | ---------------- | ---------------- | ---------------- | ---------------- | ---------------- | ---------------- | ---------------- | ---------------- | ---------------- | ---------------- | -------------- | -------------- | -------------- | -------------- | -------------- | -------------- | -------------- | -------------- | -------------- | -------------- | -------------- |
| 2010/11                                                                                  | Нью-Орлеан | 7                | 0                | 2,7              | 0,0              | 0,0              | 75,0             | 0,3              | 0,3              | 0,0              | 0,1              | 0,4              | 2              | 0              | 1,1            | 100,0          | 100,0          | -              | 0,0            | 0,0            | 0,0            | 0,0            | 1,5            |
|                                                                                          | Всего      | 7                | 0                | 2,7              | 0,0              | 0,0              | 75,0             | 0,3              | 0,3              | 0,0              | 0,1              | 0,4              | 2              | 0              | 1,1            | 100,0          | 100,0          | -              | 0,0            | 0,0            | 0,0            | 0,0            | 1,5            |
| Наведите курсор мыши на аббревиатуры в заголовке таблицы, чтобы прочесть их расшифровку. |            |                  |                  |                  |                  |                  |                  |                  |                  |                  |                  |                  |                |                |                |                |                |                |                |                |                |                |                |